# Lievin De Winne
Lievin De Winne, né le 24 janvier 1821 à Gand et mort le 13 mai 1880 à Bruxelles, est un peintre belge. Il a été l'élève de Félix de Vigne et de Hendrik Van der Haert.
Recueilli par Félix de Vigne après la mort de son père alors qu'il a 14 ans, Lievin De Winne se forme à l'académie des Beaux-Arts de Gand. Il séjourne ensuite à Paris de 1852 à 1855, puis en Hollande. Il s'installe définitivement à Bruxelles en 1861. En 1870, il accomplit un voyage en Italie.

## Œuvres
D'abord porté vers des œuvres d'inspiration religieuse, c'est comme portraitiste qu'il trouve la notoriété. Il réalise alors de nombreux portraits de personnages de la cour et de la haute société belge.
Durant sa carrière, il évolue d'un style de dessin précis à un style plus flou, avec une prédilection pour des teintes chaudes et des contrastes d'ombre et de lumière tout en douceur.
- Séparation de Ruth et Noémie (1853),
- Saint-François en extase (1854),
- Les saintes femmes au tombeau du Christ (1858),
- Portrait d'Émile Breton en costume de commandant des mobiles du Pas-de-Calais, Palais des beaux-arts de Lille
- Portrait de Léopold Ier (1860), Musées royaux des beaux-arts de Belgique (Bruxelles)
- Portrait de Pierre-Théodore Verhaegen (1863), Université libre de Bruxelles - Archives, patrimoine, réserve précieuse.
- Portrait de L. Roelandt (1864),
- Portrait du comte et de la comtesse de Flandre (1867),
- Portrait du diplomate américain J.S. Sanford (1878), présenté à l'Exposition Universelle de Paris.
- Portrait de femme, 1880, huile sur toile, 84 × 64 cm[1].

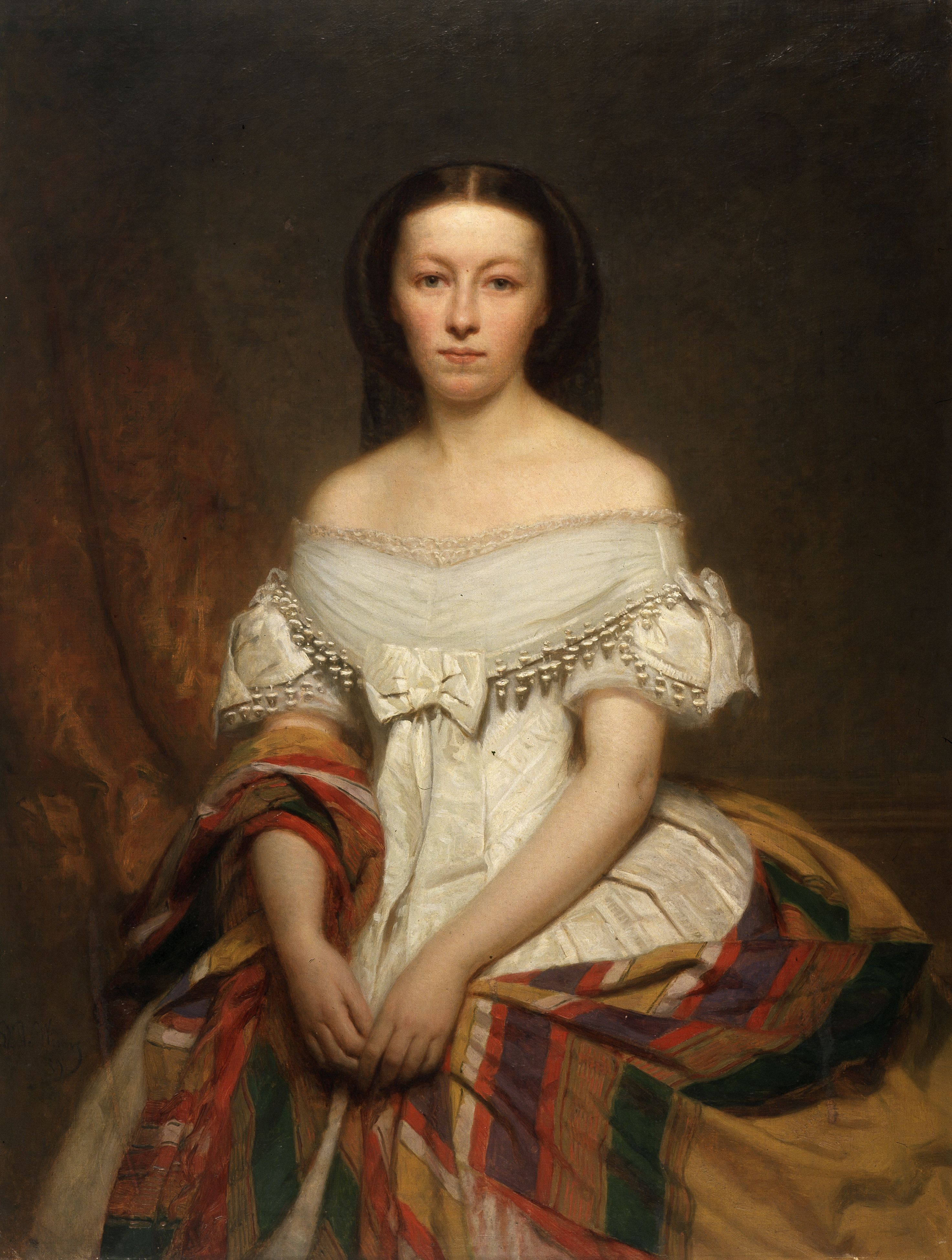
Mad. Adolphe Neyt (1859)
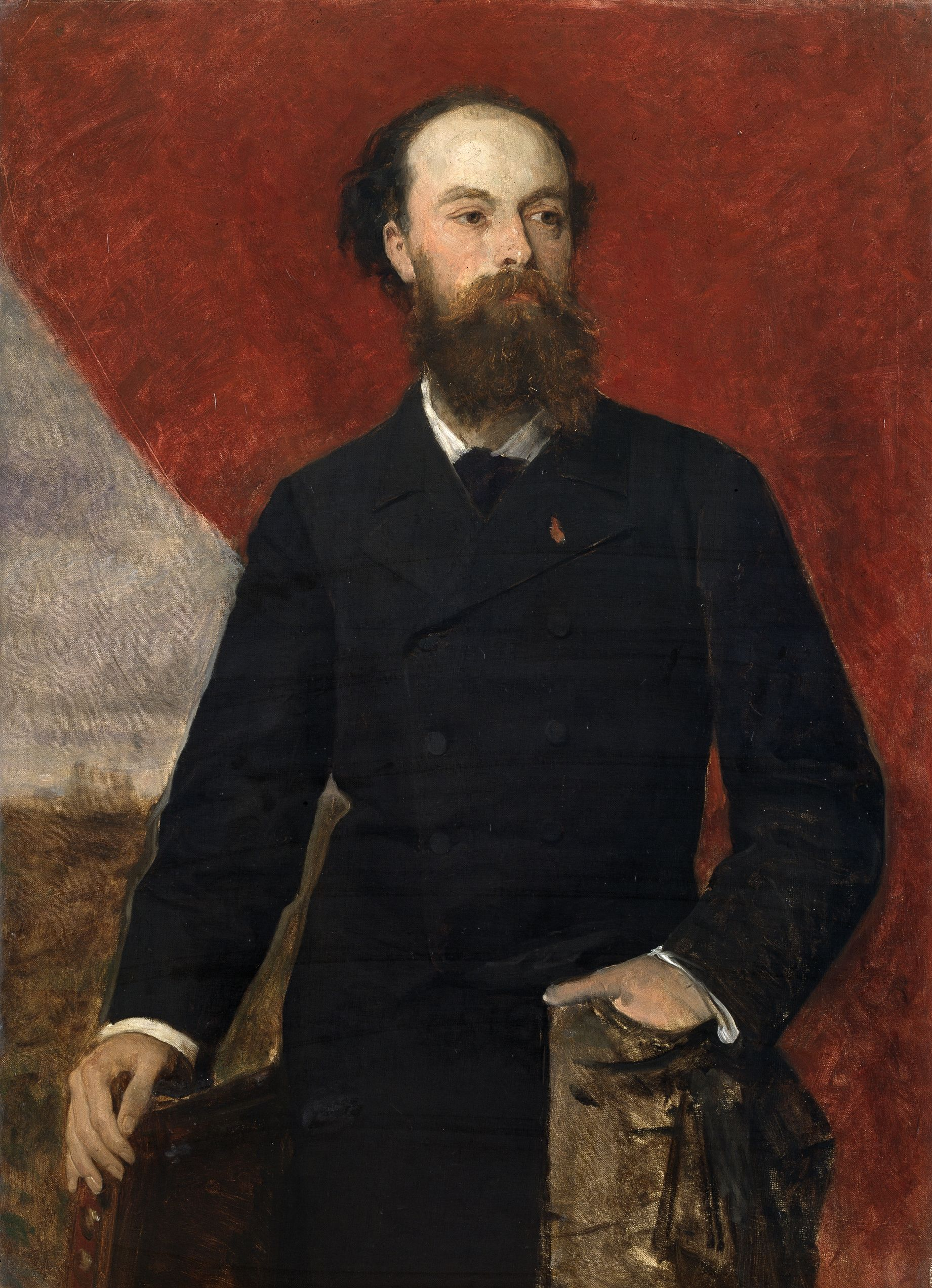
Paul de Vigne
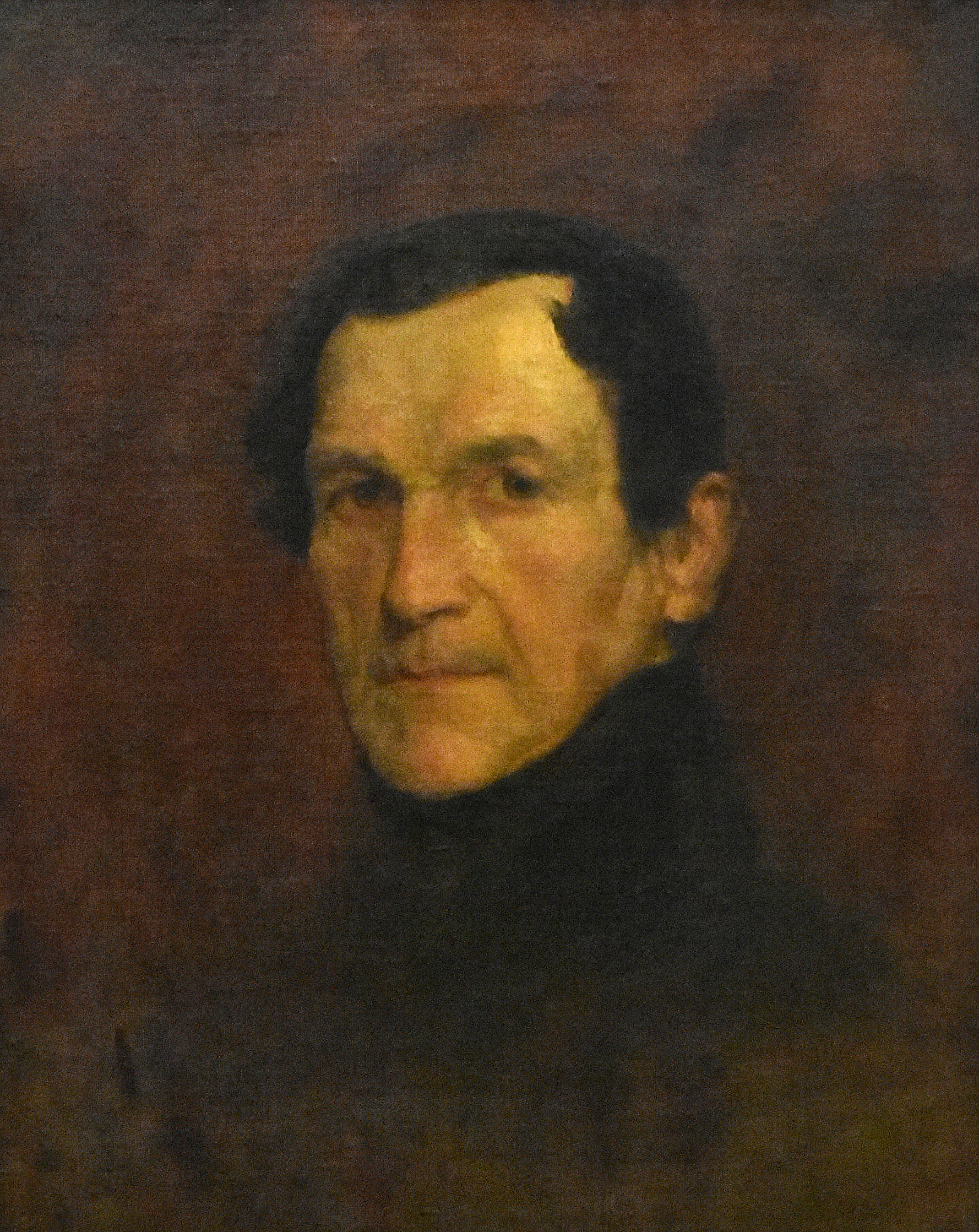
Léopold Ier (1860)
Louis Roelandt (1864)
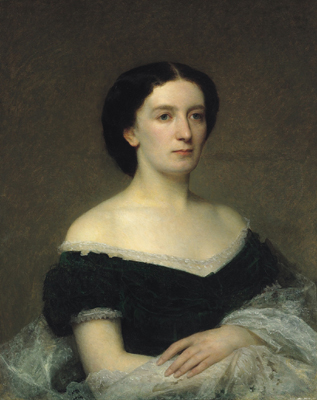
Portrait d'une femme

## Honneur
- Officier de l'ordre de Léopold (18 novembre 1875)[2].